# 努恩 (古埃及)
努恩（Nun，亦写作），是埃及神話中原始水和混沌之神。与尼罗河的泛滥有关：每年泛滥季节，河水淹没河谷地区，无边无际，一片汪洋。努恩的形象也包含着古埃及人关于一切江河湖泊和海洋的概念。努恩的意思是「原初混沌之水」。它是一个神化的概念，象征着原始时代水的深渊。在八元神宇宙进化论中，这个名字正意味着深渊。
作为一个概念性的事物，努恩被看作是雌雄同体，与八元神的其他四个原始时代的概念一样，努恩的男性身份被描绘成一只蛙，或者是一个蛙首男身；努恩的女性身份则被描画成一条蛇，或者是一个蛇首女身，称作纳乌涅特（亦拼写为）。努恩及纳乌涅特(苍天的化身，太阳夜间在这里行驶)是最古老的对偶神，是一切神的始祖。他们是赫尔莫波利斯八元神的成员，八元神包括纳乌努特和努恩、阿玛乌奈特(Amaunet)和阿蒙(Amun)、哈乌赫特(Hauhet)和胡(Heh)、库克(Kuk)和卡乌凯特(Kauket)。
努恩生了赫利奥波利斯(Heliopolis)九柱神之首的阿图姆(其它八位：舒、忒弗努特、盖勃、努特、奥西里斯、伊西斯、塞特、涅弗提斯)。中王国時期，努恩常被称为“众神之父”，他是哈庇、赫努姆(Henum)之父，有时也被认为是赫普里(Hepr)之父。努恩(一说是阿图姆)曾主持众神会议，委派狮子女神哈托尔·塞赫麦特去惩罚人类，因为他们图谋反对太阳神拉。

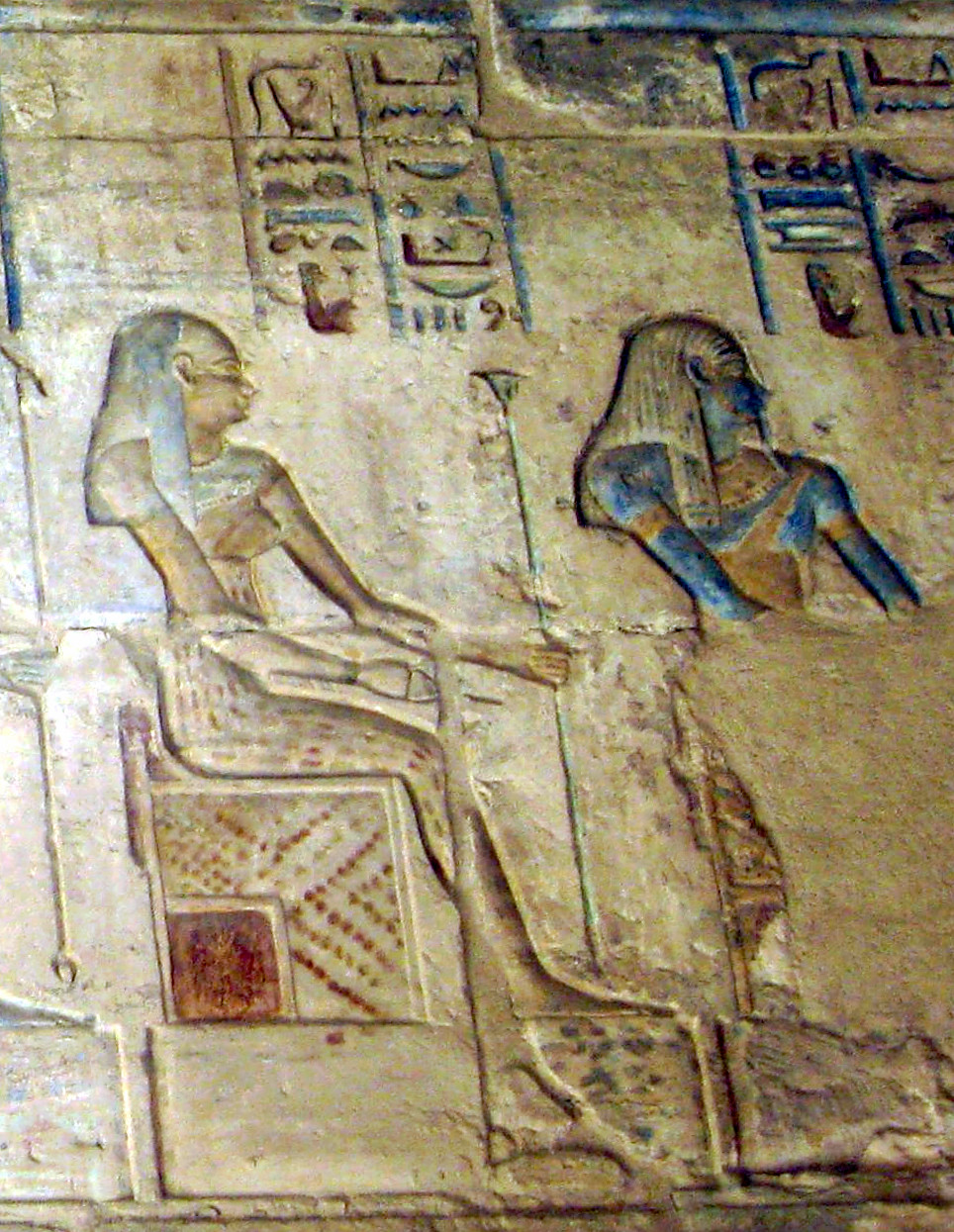
纳乌涅特和努恩

艺术里，努恩也曾以蓄鬚的男性形象出现，皮肤呈蓝绿色，代表着水。一如其他八联神概念，努恩没有相应的神殿、崇拜，然而有时神圣的湖象征着努恩，或者像在埃及的阿比多斯所示，由地下的川流象征。
努恩的形象常为高举手臂，托着一个"太阳船"的人形。这艘小船装载着八位神灵，凱布利站在中间，由其他七位围绕。

## 大眾文化
- 輕小說《〈Infinite Dendrogram〉-無盡連鎖-》——「黑暗心」之傑克史・威爾菲的創胎:〈始源萬變 努恩〉